# Qinhe
Qinhe (kinesiska: 秦河乡, 秦河) är en socken i Kina. Den ligger i provinsen Sichuan, i den sydvästra delen av landet, omkring 360 kilometer öster om provinshuvudstaden Chengdu. Antalet invånare är 4 173. Befolkningen består av 2 079 kvinnor och 2 094 män. Barn under 15 år utgör 27,0 %, vuxna 15-64 år 56 %, och äldre över 65 år 15,0 %.
Genomsnittlig årsnederbörd är 1 660 millimeter. Den regnigaste månaden är september, med i genomsnitt 325 mm nederbörd, och den torraste är december, med 10 mm nederbörd.